# Phetsavanh Bounsoulinh
Phetsavanh Bounsoulinh (laotisch ເພັດສະຫວັນ ບຸນຊູລິນ; * 3. Oktober 1996) ist ein laotischer Fußballspieler.

## Karriere
Phetsavanh Bounsoulinh stand von 2019 bis Ende 2021 beim Lao Army FC. 2019 spielte er mit den Klub aus der Hauptstadt Vientiane in der ersten Liga. Am Ende der Saison 2019 musste er mit dem Verein den Weg in die Zweitklassigkeit antreten. Ein Jahr später wurde man Meister der zweiten Liga und stieg direkt wieder in die erste Liga auf. Für den Verein bestritt er insgesamt drei Erstligaspiele. Im Januar 2022 wechselte er zum Ligakonkurrenten Master 7 FC. Am Ende der Saison wurde er mit dem Hauptstadtverein Vizemeister der Liga. Nach einer Saison wechselte er zum ebenfalls in der ersten Liga spielenden Young Elephants FC. Mit dem Verein wurde er 2023 laotischer Meister.

## Erfolge
Lao Army FC
- Laotischer Zweitligameister: 2020  ▲

Master 7 FC
- Laotischer Vizemeister: 2022

Young Elephants FC
- Laotischer Meister: 2023